# (4114) Jasnorzewska
(4114) Jasnorzewska ist ein Hauptgürtelasteroid, der am 19. August 1982 von Zdeňka Vávrová vom Kleť-Observatorium aus entdeckt wurde.
Der Asteroid wurde nach der polnischen Poetin Maria Jasnorzewska-Pawlikowska (1891–1945) benannt.